# SOEX Group
Die SOEX Gruppe ist eine Unternehmensgruppe in den Bereichen Alttextilvermarktung und -recycling. Der Hauptsitz der Gruppe befindet sich in Ahrensburg (Schleswig-Holstein). Mit Standorten und Beteiligungen in fünf Ländern und ca. 1.350 Mitarbeitern beschäftigt sich die SOEX Gruppe mit Alttextilsammlung, -vermarktung, -recycling und -verwertung.

## Standorte und Beteiligungen
- Die Soex Textil-Vermarktungsgesellschaft m.b.H. hat ihren Hauptsitz in Ahrensburg, Schleswig-Holstein.[1]
- Die Soex Processing Germany GmbH und Soex Recycling Germany GmbH in Wolfen beschäftigen ca. 500 Mitarbeiter, die täglich bis zu 200 Tonnen Alttextilien sortieren und weiterverarbeiten.
- Die I:Collect GmbH (I:CO) ist ein internationaler Dienstleister für die Sammlung, Wiederverwendung und das Recycling von Textilien und Schuhen, sowie Restanten, Überproduktionen, Reklamationen oder Ware mit Produktionsfehlern mit Ländergesellschaften in Deutschland, Großbritannien, China, Frankreich und den Vereinigten Staaten.[2]
- Die Soex UK mit Sitz in Redhill, Surrey, Großbritannien, ist mit Erfassung von Alttextilien und Schuhen in Großbritannien tätig.[3]
- Seit 2016 verfügt die Unternehmensgruppe auch über einen Standort in den Vereinigten Arabischen Emiraten.[4] Im Werk in der Freihandelszone Hamryah sind ca. 250 Mitarbeiter beschäftigt.

## Geschichte
Sourein Ohanian gründete 1977 in Erwitte, Nordrhein-Westfalen, die Soex Textil- und Autohandels-GmbH und legte damit den Grundstein für die heutige Soex Group. Die Gesellschaft zog 1982 nach Bad Oldesloe um. In den folgenden zehn Jahren weitete das Unternehmen seinen Handel auf die Märkte Europas, Südamerikas sowie den Nahen Osten aus und konzentrierte das Geschäft auf die Alttextilsparte. 1993 übernahm Soex die EFIBA – ein Unternehmen in der Erfassung von Alttextilien.
Im Jahr 1997 erfolgte die Grundsteinlegung des eigenen Sortierwerks, der Soex-Sortierbetriebsgesellschaft mbH, in Bitterfeld-Wolfen. Im Folgejahr wurde die Wolfener Sortieranlage mit ca. 150 Mitarbeitern in Betrieb genommen. Im Jahr 1999 wurde auch die hauseigene Recyclinganlage eingeweiht. Seit Einführung der dritten Schicht 2004 haben knapp 700 Mitarbeiter im SoexSortier- und Recyclingwerk Wolfen gearbeitet. Im Januar 2025 wurde das Werk geschlossen.